# Singapore Cup 2017
Der Singapore Cup 2017, aus Sponsorengründen auch als  RHB Singapore Cup bekannt, war die 20. Austragung des Fußball-Pokalwettbewerbs für singapurische Vereinsmannschaften und geladene Mannschaften. In dieser Saison nahmen insgesamt zwölf Mannschaften teil. Titelverteidiger war Albirex Niigata (Singapur). 
Das Pokalturnier begann am 29. Mai 2017 und wurde am 26. November 2017 mit dem Spiel um den 3. Platz beendet.

## Teilnehmer
Insgesamt nahmen zwölf Mannschaften teil, acht Vereine aus der S. League sowie vier eingeladene Vereine aus Kambodscha und den Philippinen.
| S. League 8 Vereine der S. League 2017 | Eingeladene Vereine                                                                                |
| - Albirex Niigata (Singapur) - Balestier Khalsa - Brunei DPMM FC - Geylang International - Home United - Hougang United - Tampines Rovers - Warriors FC | Aus Kambodscha - Boeung Ket Angkor - Nagaworld FC Aus den Philippinen - Ceres Negros - Global Cebu |

## Modus
Acht Teams wurden für die Vorrunde ausgelost, während die anderen vier Vereine ein Freilos bekamen. Die Vorrunde wurde in einem Spiel und das Viertel- sowie das Halbfinale in Hin- und Rückspiel ausgespielt. Das Finale und das Spiel um den dritten Platz wird in einem Spiel ausgetragen.

## Vorrunde
| Datum         |                       | Ergebnis        |                   |
| ------------- | --------------------- | --------------- | ----------------- |
| 29. Mai 2017  | Warriors FC           | 1:4             | Boeung Ket Angkor |
| 1. Juni 2017  | Balestier Khalsa      | 3:4             | Nagaworld FC      |
| 20. Juni 2017 | Hougang United        | 1:0             | Ceres Negros      |
| 21. Juni 2017 | Geylang International | 4:4 (2:3 i. E.) | Global Cebu       |

## Viertelfinale
| Datum               |                   | Gesamt |                            | Hinspiel | Rückspiel |
| ------------------- | ----------------- | ------ | -------------------------- | -------- | --------- |
| 8./11. August 2018  | Boeung Ket Angkor | 3:4    | Global Cebu                | 1:3      | 2:1       |
| 10./13. August 2017 | Tampines Rovers   | 1:7    | Albirex Niigata (Singapur) | 1:5      | 0:2       |
| 11./14. August 2017 | Hougang United    | 8:1    | Nagaworld FC               | 4:1      | 4:0       |
| 13./16. August 2017 | Brunei DPMM FC    | 2:6    | Home United                | 1:3      | 1:3       |

## Halbfinale
| Datum                  |                            | Gesamt |                | Hinspiel | Rückspiel |
| ---------------------- | -------------------------- | ------ | -------------- | -------- | --------- |
| 27./30. September 2017 | Albirex Niigata (Singapur) | 5:2    | Home United    | 3:1      | 2:1       |
| 27./30. September 2017 | Global Cebu                | 4:3    | Hougang United | 2:2      | 2:1       |

## Spiel um Platz 3
| Datum             |             | Ergebnis |                |
| ----------------- | ----------- | -------- | -------------- |
| 26. November 2017 | Home United | 1:0      | Hougang United |

## Finale
| Datum            |                            | Ergebnis        |             |
| ---------------- | -------------------------- | --------------- | ----------- |
| 25. Oktober 2017 | Albirex Niigata (Singapur) | 2:2 (3:1 i. E.) | Global Cebu |